# Liste der Lieder von Mastodon

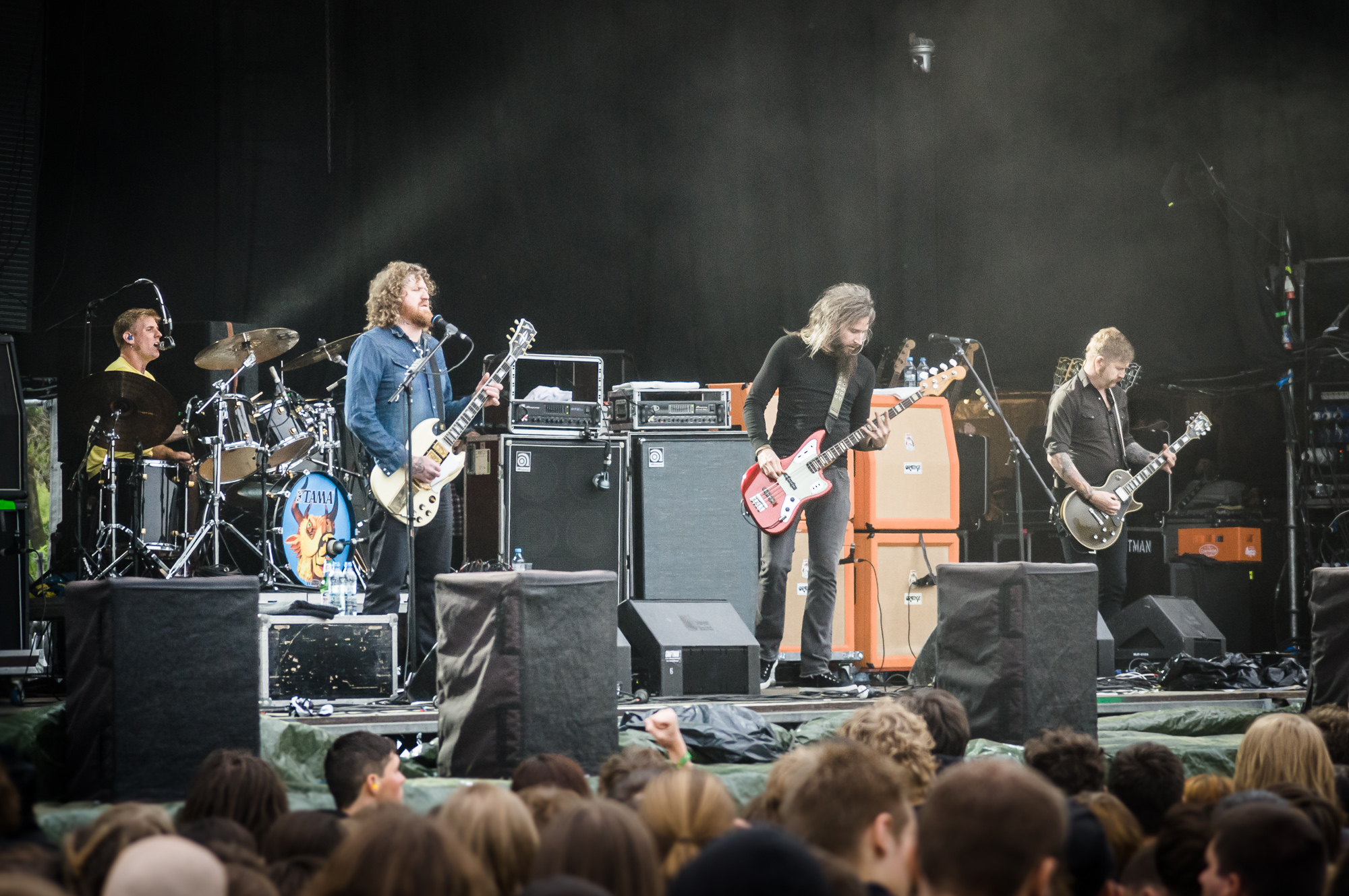
Mastodon live 2012

Dies ist eine Liste der Lieder der US-amerikanischen Progressive-Metal-Band Mastodon. Die Liste ist alphabetisch sortiert.

## Legende
- Titel: Nennt den Namen des Liedes. Coverversionen sind blau unterlegt Die Originalinterpreten werden darunter genannt.
- Autoren: Nennt die Autoren des Liedes.
- Album: Nennt das Album, auf dem das Lied erschien. Bei orange markierten Titeln handelt es sich um Bonustracks, die nicht auf allen Versionen des Albums vertreten sind. Grün markierte Titel kennzeichnen eine Split-Veröffentlichung und nennt darunter die andere beteiligte Band. Sampler- bzw. Soundtrackbeiträge sind gelb markierten
- Jahr: Nennt das Veröffentlichungsjahr.

## Die Lieder

### A
| # | Titel                                      | Autoren                         | Album                                          | Jahr |
| - | ------------------------------------------ | ------------------------------- | ---------------------------------------------- | ---- |
| 1 | A Commotion (Leslie Feist)                 | Leslie Feist                    | Feistodon (mit Leslie Feist)                   | 2012 |
| 2 | All the Heavy Lifting                      | Mastodon                        | The Hunter                                     | 2011 |
| 3 | Ancient Kingdom                            | Mastodon                        | Emperor of Sand                                | 2017 |
| 4 | Andromeda                                  | Mastodon                        | Emperor of Sand                                | 2017 |
| 5 | Aqua Dementia                              | Mastodon, Scott Kelly           | Leviathan                                      | 2004 |
| 6 | Asleep in the Deep                         | Mastodon                        | Once More ’Round the Sun                       | 2014 |
| 7 | A Spoonful Weighs a Ton (The Flaming Lips) | Mastodon                        | A Spoonful Weighs a Ton (mit The Flaming Lips) | 2012 |
| 8 | Atlanta                                    | Mastodon, Gibson „Gibby“ Haynes | –                                              | 2014 |
| 9 | Aunt Lisa                                  | Mastodon                        | Once More ’Round the Sun                       | 2014 |

### B
| #  | Titel                 | Autoren                   | Album           | Jahr |
| -- | --------------------- | ------------------------- | --------------- | ---- |
| 1  | Battle at Sea         | Mastodon                  | Lifesblood EP   | 2001 |
| 2  | The Beast             | Mastodon                  | Hushed and Grim | 2021 |
| 3  | Bedazzled Fingernails | Mastodon                  | The Hunter      | 2011 |
| 4  | The Bit (The Melvins) | Buzz Osborne, Dale Crover | Leviathan       | 2004 |
| 5  | Black Tongue          | Mastodon                  | The Hunter      | 2011 |
| 6  | Bladecatcher          | Mastodon                  | Blood Mountain  | 2006 |
| 7  | Blasteroid            | Mastodon                  | The Hunter      | 2011 |
| 8  | Blood and Thunder     | Mastodon                  | Leviathan       | 2004 |
| 9  | Blue Walsh            | Mastodon                  | Cold Dark Place | 2017 |
| 10 | Burning Man           | Mastodon                  | Remission       | 2002 |

### C
| #  | Titel                | Autoren                  | Album                           | Jahr |
| -- | -------------------- | ------------------------ | ------------------------------- | ---- |
| 1  | Call of the Mastodon | Mastodon                 | Call of the Mastodon            | 2006 |
| 2  | Capillarian Crest    | Mastodon                 | Blood Mountain                  | 2006 |
| 3  | Chimes at Midnight   | Mastodon                 | Once More ’Round the Sun        | 2014 |
| 4  | Circle of Cysquatch  | Mastodon                 | Blood Mountain                  | 2006 |
| 5  | Clandestiny          | Mastodon                 | Emperor of Sand                 | 2017 |
| 6  | Clayton Boys         | Mastodon, Marco Beltrami | Jonah Hex: Revenge Gets Ugly EP | 2010 |
| 7  | Cold Dark Place      | Mastodon                 | Cold Dark Place                 | 2017 |
| 8  | Colony of Birchman   | Mastodon                 | Blood Mountain                  | 2006 |
| 9  | Crack the Skye       | Mastodon, Scott Kelly    | Crack the Skye                  | 2009 |
| 10 | Creature Lives       | Mastodon                 | The Hunter                      | 2011 |
| 11 | Crusher Destroyer    | Mastodon                 | Remission                       | 2002 |
| 12 | The Crux             | Mastodon                 | Hushed and Grim                 | 2021 |
| 13 | Crystal Skull        | Mastodon, Scott Kelly    | Blood Mountain                  | 2006 |
| 14 | Curl of the Burl     | Mastodon                 | The Hunter                      | 2011 |
| 15 | The Czar             | Mastodon                 | Crack the Skye                  | 2009 |

### D
| # | Titel                       | Autoren                  | Album                           | Jahr |
| - | --------------------------- | ------------------------ | ------------------------------- | ---- |
| 1 | Dagger                      | Mastodon                 | Hushed and Grim                 | 2021 |
| 2 | Death March                 | Mastodon, Marco Beltrami | Jonah Hex: Revenge Gets Ugly EP | 2010 |
| 3 | Deep Sea Creature           | Mastodon                 | Slick Leg EP                    | 2001 |
| 4 | Diamonds in the Witch House | Mastodon, Scott Kelly    | Once More ’Round the Sun        | 2014 |
| 5 | Divinations                 | Mastodon                 | Crack the Skye                  | 2009 |
| 6 | Dry Bone Valley             | Mastodon                 | The Hunter                      | 2011 |

### E
| # | Titel                | Autoren                                                  | Album                    | Jahr |
| - | -------------------- | -------------------------------------------------------- | ------------------------ | ---- |
| 1 | Elephant Man         | Mastodon                                                 | Remission                | 2002 |
| 2 | Ember City           | Mastodon                                                 | Once More ’Round the Sun | 2014 |
| 3 | Emerald (Thin Lizzy) | Scott Gorham, Brian Downey, Brian Robertson, Phil Lynott | Leviathan                | 2004 |
| 4 | Eyes of Serpents     | Mastodon                                                 | Hushed and Grim          | 2021 |

### F
| # | Titel           | Autoren  | Album                    | Jahr |
| - | --------------- | -------- | ------------------------ | ---- |
| 1 | Fallen Torches  | Mastodon | Medium Rarities          | 2020 |
| 2 | Feast Your Eyes | Mastodon | Once More ’Round the Sun | 2014 |

### G
| # | Titel             | Autoren  | Album           | Jahr |
| - | ----------------- | -------- | --------------- | ---- |
| 1 | Ghost of Karelia  | Mastodon | Crack the Skye  | 2009 |
| 2 | Gigantium         | Mastodon | Hushed and Grim | 2021 |
| 3 | Gobblers of Dregs | Mastodon | Hushed and Grim | 2021 |

### H
| # | Titel              | Autoren  | Album                    | Jahr |
| - | ------------------ | -------- | ------------------------ | ---- |
| 1 | Had It All         | Mastodon | Hushed and Grim          | 2021 |
| 2 | Hail to Fire       | Mastodon | Lifesblood EP            | 2001 |
| 3 | Halloween          | Mastodon | Once More ’Round the Sun | 2014 |
| 4 | Hand of Stone      | Mastodon | Blood Mountain           | 2006 |
| 5 | Hearts Alive       | Mastodon | Leviathan                | 2004 |
| 6 | High Road          | Mastodon | Once More ’Round the Sun | 2014 |
| 7 | The Hunter         | Mastodon | The Hunter               | 2011 |
| 8 | Hunters of the Sky | Mastodon | Blood Mountain           | 2006 |

### I
| # | Titel        | Autoren                  | Album                           | Jahr |
| - | ------------ | ------------------------ | ------------------------------- | ---- |
| 1 | I Am Ahab    | Mastodon                 | Leviathan                       | 2004 |
| 2 | Indian Theme | Mastodon, Marco Beltrami | Jonah Hex: Revenge Gets Ugly EP | 2010 |
| 3 | Iron Tusk    | Mastodon                 | Leviathan                       | 2004 |
| 4 | Island       | Mastodon                 | Leviathan                       | 2004 |

### J
| # | Titel                  | Autoren                 | Album           | Jahr |
| - | ---------------------- | ----------------------- | --------------- | ---- |
| 1 | Jaguar God             | Mastodon                | Emperor of Sand | 2017 |
| 2 | Joseph Merrick         | Mastodon                | Leviathan       | 2004 |
| 3 | Just Got Paid (ZZ Top) | Billy Gibbons, Bill Ham | Transformers 3  | 2011 |

### L
| # | Titel          | Autoren  | Album          | Jahr |
| - | -------------- | -------- | -------------- | ---- |
| 1 | The Last Baron | Mastodon | Crack the Skye | 2009 |

### M
| # | Titel                  | Autoren  | Album                    | Jahr |
| - | ---------------------- | -------- | ------------------------ | ---- |
| 1 | March of the Fire Ants | Mastodon | Remission                | 2002 |
| 2 | Megalodon              | Mastodon | Leviathan                | 2004 |
| 3 | More Than I Could Chew | Mastodon | Hushed and Grim          | 2021 |
| 4 | The Motherload         | Mastodon | Once More ’Round the Sun | 2014 |
| 5 | Mother Puncher         | Mastodon | Remission                | 2002 |

### N
| # | Titel           | Autoren  | Album           | Jahr |
| - | --------------- | -------- | --------------- | ---- |
| 1 | Naked Burn      | Mastodon | Leviathan       | 2004 |
| 2 | North Side Star | Mastodon | Cold Dark Place | 2017 |

### O
| # | Titel                    | Autoren                                   | Album                    | Jahr |
| - | ------------------------ | ----------------------------------------- | ------------------------ | ---- |
| 1 | Oblivion                 | Mastodon                                  | Crack the Skye           | 2009 |
| 2 | Octopus Has No Friends   | Mastodon                                  | The Hunter               | 2011 |
| 3 | Ol’e Nessie              | Mastodon                                  | Remission                | 2002 |
| 4 | Once More ’Round the Sun | Mastodon                                  | Once More ’Round the Sun | 2014 |
| 5 | Orion (Metallica)        | James Hetfield, Lars Ulrich, Cliff Burton | Leviathan                | 2004 |

### P
| # | Titel               | Autoren  | Album           | Jahr |
| - | ------------------- | -------- | --------------- | ---- |
| 1 | Pain with an Anchor | Mastodon | Hushed and Grim | 2021 |
| 2 | Pendulous Skin      | Mastodon | Blood Mountain  | 2006 |
| 3 | Prescious Stones    | Mastodon | Emperor of Sand | 2017 |
| 4 | Pushing the Tides   | Mastodon | Hushed and Grim | 2021 |

### Q
| # | Titel        | Autoren  | Album          | Jahr |
| - | ------------ | -------- | -------------- | ---- |
| 1 | Quintessence | Mastodon | Crack the Skye | 2009 |

### R
| # | Titel        | Autoren  | Album                           | Jahr |
| - | ------------ | -------- | ------------------------------- | ---- |
| 1 | Roots Remain | Mastodon | Emperor of Sand                 | 2017 |
| 2 | Rufus Lives  | Mastodon | Bill & Ted retten das Universum | 2020 |

### S
| #  | Titel                | Autoren               | Album           | Jahr |
| -- | -------------------- | --------------------- | --------------- | ---- |
| 1  | Savage Lands         | Mastodon              | Hushed and Grim | 2021 |
| 2  | Scorpion Breath      | Mastodon              | Emperor of Sand | 2017 |
| 3  | Seabeast             | Mastodon              | Leviathan       | 2004 |
| 4  | Shadows that Move    | Mastodon              | Lifesblood EP   | 2001 |
| 5  | Show Yourself        | Mastodon              | Emperor of Sand | 2017 |
| 6  | Siberian Divide      | Mastodon              | Blood Mountain  | 2006 |
| 7  | Sickle and Peace     | Mastodon              | Hushed and Grim | 2021 |
| 8  | Skeleton of Splendor | Mastodon              | Hushed and Grim | 2021 |
| 9  | Sleeping Giant       | Mastodon              | Blood Mountain  | 2006 |
| 10 | Slick Leg            | Mastodon              | Slick Leg EP    | 2001 |
| 11 | The Sparrow          | Mastodon              | The Hunter      | 2011 |
| 12 | Spectrelight         | Mastodon, Scott Kelly | The Hunter      | 2011 |
| 13 | Stargasm             | Mastodon              | The Hunter      | 2011 |
| 14 | Steambreather        | Mastodon              | Emperor of Sand | 2017 |
| 15 | Sultan’s Curse       | Mastodon              | Emperor of Sand | 2017 |

### T
| #  | Titel               | Autoren                  | Album                           | Jahr |
| -- | ------------------- | ------------------------ | ------------------------------- | ---- |
| 1  | Teardrinker         | Mastodon                 | Hushed and Grim                 | 2021 |
| 2  | Thank You for This  | Mastodon                 | Slick Leg EP                    | 2001 |
| 3  | Thickening          | Mastodon                 | The Hunter                      | 2011 |
| 4  | This Mortal Soil    | Mastodon                 | Blood Mountain                  | 2006 |
| 5  | Toe to Toes         | Mastodon                 | Cold Dark Place                 | 2017 |
| 6  | Train Assault       | Mastodon, Marco Beltrami | Jonah Hex: Revenge Gets Ugly EP | 2010 |
| 7  | Trainwreck          | Mastodon                 | Remission                       | 2002 |
| 8  | Trampled Under Hoof | Mastodon                 | Remission                       | 2002 |
| 9  | Tread Lightly       | Mastodon                 | Once More ’Round the Sun        | 2014 |
| 10 | Trilobite           | Mastodon                 | Remission                       | 2002 |

### W
| # | Titel                      | Autoren  | Album                   | Jahr |
| - | -------------------------- | -------- | ----------------------- | ---- |
| 1 | We Built This Come Death   | Mastodon | Lifesblood EP           | 2001 |
| 2 | Welcoming War              | Mastodon | Lifesblood EP           | 2001 |
| 3 | Where Strides the Behemoth | Mastodon | Remission               | 2002 |
| 4 | White Walker               | Mastodon | Catch the Throne Vol. 2 | 2015 |
| 5 | The Wolf Is Loose          | Mastodon | Blood Mountain          | 2006 |
| 6 | Word to the Wise           | Mastodon | Emperor of Sand         | 2017 |
| 7 | Workhorse                  | Mastodon | Remission               | 2002 |